# Іван Фунев
Іван Фунев (болг. Иван Фунев / Ivan Funev; 24 липня 1900, Горішня Бешовиця, Врачанська область, Болгарія — 21 липня 1983, Софія, Болгарія) — болгарський скульптор, живописець, один із засновників «Товариства нових художників»; автор монументальних статуй.

## Біографія
Іван Фунев народився 24 липня 1900 року в містечку Горішня Бешовиця Врачанської області Болгарії (на той момент залежної від Османської імперії). Закінчив Софійську Академію мистецтв у 1930 році. Учень професора Жеко Спиридонова. Вже на початку 30-х років Іван Фунев, нарівні зі скульпторами та художниками співвітчизниками, Ненко Балканськи, М. Марковим, І. Лазаровим, В. Емануїловою, береться за розробку теми знедоленого народу. Фунев виконував свої скульптури переважно із залізобетону, матеріалу, що підсилює ефект суворої відчуженості. Основні роботи 1930-х років («Рабкори», 1932, «Збори», 1933, «Страйковий пост», 1934, «У вагоні третього класу», 1935) присвячені життю бідноти; відзначені енергійною різкістю вираження.
У 1931 організував «Товариство нових художників». Незабаром після 1944 року, Фунев створює ряд пам'ятників.